# ワルテル・ノヴェッリーノ
ワルテル・ノヴェッリーノ（Walter Novellino、1953年6月4日 - ）は、イタリアの元サッカー選手、サッカー指導者。戦術へのこだわりが深く厳格な指導者であるため、選手との対立も少なくない。

## 経歴
トリノFCユース出身。エンポリ、ペルージャ、ACミランなどでプレーした。ポジションは主に攻撃的MF、そのフィジカルの強さと決定力の高さから、アルゼンチン出身プロボクサー、モンソンの愛称が与えられた。イタリア代表としても1度プレーしている。
指導者に転身してから、4-4-2システムを基軸としている。ヴェネツィア、ナポリ、ピアチェンツァを相次いでセリエAに昇格・残留させ、高い評価を受けた。
2002年より就任したUCサンプドリアでは、満足な補強が出来ない中で自らの戦術を選手に教え込みチームを躍進させた。2002-03シーズンにはチームを4年ぶりのセリエA昇格に導く。中盤での分厚い守備とサイドアタックを重視し、2003-2004シーズンにはチームを8位に導いた。翌2004-2005シーズンはチームを5位に導き、UEFAカップ出場権を確保。しかしチームはフランチェスコ・フラーキとサイドアタックへの依存度が高く、システムの限界が露呈してチームは低迷、2006-07シーズンはファビオ・クアリアレッラのブレイクもありUEFAインタートトカップ出場権を確保したものの9位に終わり、2007年にサンプドリアを去った。とはいえ、セルジオ・ヴォルピ、アンジェロ・パロンボやクアリアレッラなど、彼の指導により成長した選手は少なくなく、サンプドリアが中堅チームとしての地位を固められたことはノヴェッリーノの功績である。
2007-08シーズンにはトリノFCの監督に就任し、アルバロ・レコバ、アレッサンドロ・ロジーナ、エウジェニオ・コリーニらファンタジスタを擁して躍進が期待されたが、成績は低迷し、解任された。2008-09シーズン半ばに復帰するも、わずか4か月で解任されている。
サンプドリア時代には柳沢敦、トリノ時代には大黒将志を指揮している。

## エピソード
- ヴェネツィア時代、アルバロ・レコバを獲得すると、19試合で10ゴールと彼の才能を存分に引き出したことで知られる。レコバは好不調の波が激しく、守備も怠る選手であるため、彼を使いこなした監督は少ない。なお、トリノFCにおいても彼を呼び寄せたが結果は残せなかった。

## 選手歴
- トリノFC 1970-71
- ACレニャーノ 1971-72
- トリノFC 1972-73
- USクレモネーゼ 1973-74
- エンポリFC 1974-75
- ペルージャ・カルチョ 1975-78
- ACミラン 1978-82
- アスコリ・カルチョ 1982-84
- ペルージャ・カルチョ 1984-86
- カルチョ・カターニア 1986-87

## 指導者歴
- ペルージャ・カルチョ・ユース 1990-92
- ペルージャ・カルチョ 1992-93、1995-96
- グアルド 1993-95
- ラヴェンナ・カルチョ 1996-97
- SSCヴェネツィア 1997-99
- SSCナポリ 1999-2000
- ピアチェンツァ・カルチョ 2000-02
- UCサンプドリア 2002-07
- トリノFC 2007.6-2008.4、2008.12-2009.3
- レッジーナ 2009.6-2009.10
- ASリヴォルノ・カルチョ 2011.2-2011.12
- モデナFC 2013-2015
- パレルモ 2016
- アヴェッリーノ 2016-2018
- カルチョ・カターニア 2019